# シャイナ (小惑星)
シャイナ (1648 Shajna) は、小惑星帯に位置するS型小惑星。ソビエト連邦の天文学者、ペラゲーヤ・シャインがクリミア半島にあったシメイズ天文台（後のクリミア天体物理天文台）で発見した。
ペラゲーヤの配偶者で、同じく天文学者のグリゴーリ・シャインに因んで命名された。